# منتخب كندا تحت 18 سنة لكرة القدم
منتخب كندا تحت 18 سنة لكرة القدم (بالإنجليزية: Canada men's national under-18 soccer team)‏ هو ممثل كندا الرسمي في المنافسات الدولية في كرة القدم في فئة كرة قدم تحت 18 سنة للرجال، يديريه اتحاد كندا لكرة القدم.